# جاي فورمان (لاعب دارت)
جاي فورمان (بالإنجليزية: Jay Foreman)‏ هو لاعب دارت بريطاني، ولد في 3 أغسطس 1971 في لوفبرا في المملكة المتحدة.

## وصلات خارجية
- جاي فورمان على موقع DartsDatabase.co.uk (الإنجليزية)